# Чемпионат мира по лыжным видам спорта 1962
Чемпионат мира по лыжным видам спорта 1962 года проводился с 18 по 27 февраля 1962 года в польском Закопане. Здесь уже проводились чемпионаты мира 1929 и 1939 годов, при этом Закопане стал вторым городом третий раз принимающим чемпионат мира, после Лахти, в котором проходили чемпионаты мира 1926, 1938 и 1958 годов. В программе чемпионатов мира дебютировали, женская гонка на 5 км и соревнования прыгунов на нормальном трамплине. Победу в общекомандном зачёте одержали советские спортсмены, завоевавшие 10 медалей, из них 3 золотые. Особенно великолепно выступили советские лыжницы, которые завоевали все медали в личных гонках и победили в эстафете.

## Лыжные гонки, мужчины

### 15 км
23 февраля 1962 г.
| Медаль  | Спортсмен          | Время   |
| Золото  | Ассар Рённлунд     | 55:22.8 |
| Серебро | Харальд Грённинген | 55:52.4 |
| Бронза  | Эйнар Эстбю        | 55:54.8 |

### 30 км
18 февраля 1962 г.
| Медаль  | Спортсмен         | Время     |
| Золото  | Ээро Мянтюранта   | 1:52:39.4 |
| Серебро | Янне Стефанссон   | 1:52:49.1 |
| Бронза  | Джулио Де Флориан | 1:53:13.3 |

### 50 км
27 февраля 1962 г.
| Медаль  | Спортсмен         | Время     |
| Золото  | Сикстен Ернберг   | 3:03:48.5 |
| Серебро | Ассар Рённлунд    | 3:05:39.1 |
| Бронза  | Калеви Хямяляйнен | 3:05:42.8 |

### Эстафета 4 × 10 км
24 февраля 1962 г.
| Медаль  | Спортсмен                                                                  | Время     |
| Золото  | Швеция (Ларс Ульссон, Стуре Гран, Сикстен Ернберг, Ассар Рённлунд)         | 2:24:38.8 |
| Серебро | Финляндия (Вяйнё Хухтала, Калеви Лаурила, Пентти Песонен, Ээро Мянтюранта) | 2:25:24.3 |
| Бронза  | СССР (Иван Утробин, Павел Колчин, Алексей Кузнецов, Геннадий Ваганов)      | 2:26:14.3 |

## Лыжные гонки, женщины

### 5 км
20 февраля 1962
| Медаль  | Спортсменка      | Время   |
| Золото  | Алевтина Колчина | 19:28.6 |
| Серебро | Любовь Баранова  | 20:15.9 |
| Бронза  | Мария Гусакова   | 20:27.5 |

### 10 км
22 февраля 1962
| Медаль  | Спортсменка      | Время   |
| Золото  | Алевтина Колчина | 39:48.2 |
| Серебро | Мария Гусакова   | 40:59.9 |
| Бронза  | Радья Ерошина    | 41:17.1 |

### Эстафета 3 × 5 км
24 февраля 1962 г.
| Медаль  | Спортсменка                                                    | Время     |
| Золото  | СССР (Любовь Баранова, Мария Гусакова, Алевтина Колчина)       | 58:08.9   |
| Серебро | Швеция (Барбро Мартинссон, Бритт Страндберг, Тойни Густафссон) | 59:27.9   |
| Бронза  | Финляндия (Сийри Рантанен, Ээва Руоппа, Мирья Лехтонен)        | 1:01:33.0 |

## Лыжное двоеборье, мужчины
18 февраля 1962 г.
| Медаль  | Спортсмен          | Очки   |
| Золото  | Арне Ларсен        | 454.33 |
| Серебро | Дмитрий Кочкин     | 448.77 |
| Бронза  | Оле Хенрик Фагерос | 442.25 |

## Прыжки с трамплина, мужчины

### Нормальный трамплин
18 февраля 1962 г.
| Медаль  | Спортсмен         | Очки |
| Золото  | Торальф Энган     |      |
| Серебро | Антоний Лачяк     |      |
| Бронза  | Хельмут Рекнагель |      |

### Большой трамплин
18 февраля 1962 г.
| Медаль  | Спортсмен         | Очки |
| Золото  | Хельмут Рекнагель |      |
| Серебро | Николай Каменский |      |
| Бронза  | Ниило Халонен     |      |

## Медальный зачёт
| Место | Страна    | Золото | Серебро | Бронза | Всего |
| ----- | --------- | ------ | ------- | ------ | ----- |
| 1     | СССР      | 3      | 4       | 3      | 10    |
| 2     | Швеция    | 3      | 3       | 0      | 6     |
| 3     | Норвегия  | 2      | 1       | 2      | 5     |
| 4     | Финляндия | 1      | 1       | 3      | 5     |
| 5     | ГДР       | 1      | 0       | 1      | 2     |
| 6     | Польша    | 0      | 1       | 0      | 1     |
| 7     | Италия    | 0      | 0       | 1      | 1     |

Жирным выделено максимальное количество медалей в каждой категории.
Серым цветом выделена страна, проводившая чемпионат.

## В филателии

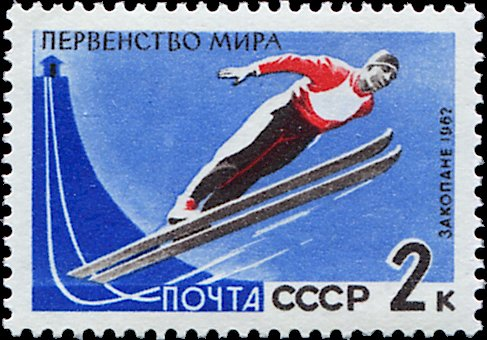
Прыжки с трамплина
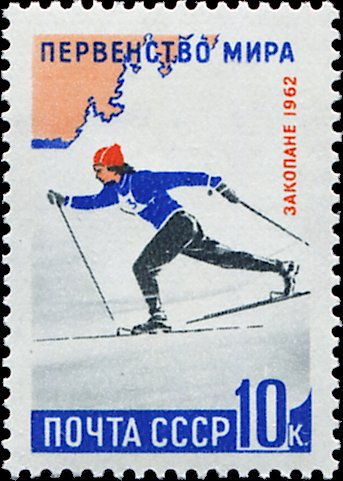
Лыжные соревнования